# 宮尾與男
宮尾 與男（みやお よしお、1948年（昭和23年） - ）は、日本の近世文学研究者。宮尾与男の表記もある。

## 人物・来歴
宮尾しげをの子として東京に生まれる。宮尾慈良は同年の兄弟。1976年、日本大学大学院文学研究科博士課程単位取得満期退学。日本近世文学会委員、夕霧軒文庫長。話芸研究会代表もつとめた。

## 著書
- 『元禄舌耕文芸の研究』笠間書院、1992
- 『上方舌耕文芸史の研究』勉誠出版、1999
- 『道ゆく大神楽 獅子舞と曲芸の芸能史』演劇出版社、2006
- 『滑稽艶笑譚 江戸小咄を愉しむ』新典社新書 2018.7

### 校注など
- 安楽庵策伝『醒睡笑』編 自ソウ文庫、台湾大学国書資料集 1976
- 『たむらのさうし』編 自榛文庫、台湾大学国書資料集　1976
- 『江戸桜』編 自榛文庫、台湾大学国書資料集　1977
- 『日本の文学 古典編 江戸笑話集』校注・訳 ほるぷ出版、1987
- 『風流三匹獅子舞』中村規共著 東京都民俗芸能振興会、民俗芸能セミナーブックス 1993
- 『伊豆大島元町民謡集』共編 東京都民俗芸能振興会、民俗芸能セミナーブックス 1994
- 『元禄期笑話本集』校訂 話芸研究会、1995
- 伊藤晴雨『江戸と東京風俗野史』編注 国書刊行会、2001
- 『上方咄の会本集成 影印篇』編 和泉書院、2002
- 宮尾しげを『彩色中国看板図譜 一九三〇年代の街路風物』宮尾慈良共編注 国書刊行会、2004
- 『江戸艶笑小咄集成』編注 彩流社、2006
- 『図説江戸大道芸事典』編著 柏書房、2008
- 『対訳日本昔噺集 明治期の彩色縮緬絵本』全3巻 編 彩流社、2009
- 安楽庵策伝『醒睡笑』全訳注 講談社学術文庫、2014
- 『きのふはけふの物語 全訳注』講談社学術文庫 2016

## 論文
- ＞宮尾與男

## 参考
- [ISBN 978-4-06-292217-3]